# Jorge Enríquez
Jorge Enríquez García, surnommé « El Chatón », est un footballeur mexicain né le 8 janvier 1991 à Mexicali en Basse-Californie. Il évolue au poste de milieu défensif avec le Santos Laguna.

## Palmarès

### En équipe nationale
- Équipe du Mexique des moins de 20 ans
  - Vainqueur du Championnat de la CONCACAF des moins de 20 ans en 2011
    - Troisième de la Coupe du monde des moins de 20 ans en 2011

- Équipe du Mexique olympique
  - Vainqueur des Jeux Panaméricains en 2011
    - Vainqueur du Tournoi de Toulon en 2012
      - Vainqueur du Tournoi masculin de football aux Jeux olympiques d'été de 2012

## Distinctions personnelles
- Ballon de Bronze lors de la Coupe du monde des moins de 20 ans 2011